# Стрёмсундский мост
Стрёмсундский мост (швед. Strömsundsbron) — автодорожный вантовый мост через озёрную систему Стрёмс-Ваттудаль на автомобильной дороге Е45 около города Стрёмсунд, Швеция. Это первый современный вантовый мост. На момент постройки в 1956 году он являлся выдающимся произведением инженерной мысли.
Мост иногда также называют Ваттудальским мостом или «Золотыми Воротами Емтланда», по аналогии с известным мостом Золотые ворота в Сан-Франциско.
С 1979 года изображение моста присутствует на гербе муниципалитета Стрёмсунда.

## История моста
C 1600-х годов транспортное сообщение через озеро осуществлялось паромной переправой. В 1931 году городской совет Стрёмсунда обсуждал вопрос строительства постоянного моста. Работы по проектированию начались в начале 1950-х гг. Рассматривалось несколько вариантов конструкции моста — балочный, арочный, вантовый. В итоге был выбран проект вантового моста, разработанный немецким инженером Францем Дишингером (нем. Franz Dischinger).
Мост был открыт 27 сентября 1956 года губернатором Емтланда Андерсом Тотти.

## Строительство моста

Монтаж пролётного строения моста

Строительство моста осуществляла немецкая фирма Demag AG. Работы по сооружению промежуточных опор и устоев моста выполняла шведская компания AB Skånska Cementgjuteriet.
Строительство пролётного строения моста велось одновременно с обоих берегов с замыканием последней секции на середине главного пролёта. Монтаж балки жесткости осуществлялся посекционно, с помощью деррик-крана. На время строительства были сооружены временные опоры в крайних пролётах моста.

## Конструкция моста

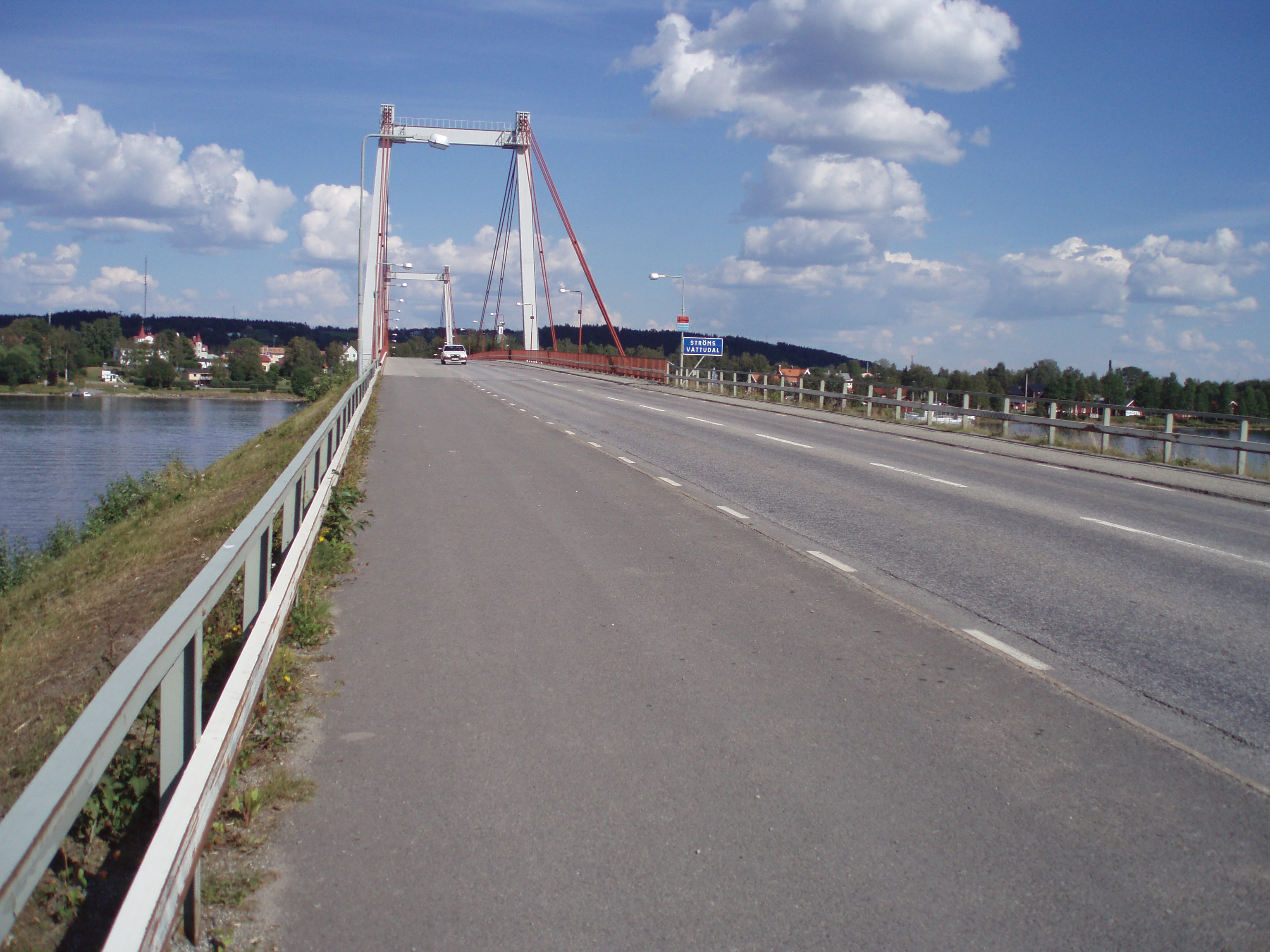
Проезжая часть моста

Мост двухпилонный вантовый. Схема моста — 74,7 + 182,6 + 74,7 м. Общая длина моста составляет 332 м. Соотношение центрального пролета к боковым составляет 0,55.
Ванты сходятся в одной точке на пилоне, образуя радиальные пучки. Ванты одним концом закреплены в пилоне, а другим концом крепятся к поперечным балкам между главными балками пролётного строения.
Пилоны — металлические трапецеидальные рамы с шарнирным опиранием в продольном направлении. Высота пилона — 28 м. Пилоны опираются на железобетонные опоры.
Проезжая часть в виде ж/б плиты уложена поверх продольных и поперечных металлических балок. Высота балки жёсткости 3,2 м, т.е 1/58 пролёта. На мосту расположены две полосы для движения автотранспорта и пешеходные тротуары с каждой стороны. Ширина моста — 14,3 м. Тротуары на мосту устроены в повышенном уровне. Ограждения тротуаров от проезжей части отсутствуют. Перильное ограждение на мосту стальное простого рисунка.